# Küstenlänge
Unter Küstenlänge versteht man die Länge einer Küste. Wegen der unregelmäßigen Form jeder natürlichen Küste hängt die ermittelte Länge stark von der Genauigkeit der benutzten Kartengrundlage und der Genauigkeit der Messung ab. Dabei führen feinere Messungen zu einer größeren Küstenlänge. Der Mathematiker Benoît Mandelbrot hat die Längenbestimmung einer Küste mit der von selbstähnlichen Kurven verglichen. Entsprechendes gilt für die Ermittlung der Uferlänge von Binnengewässern.

## Küstenlänge als Landesinformation

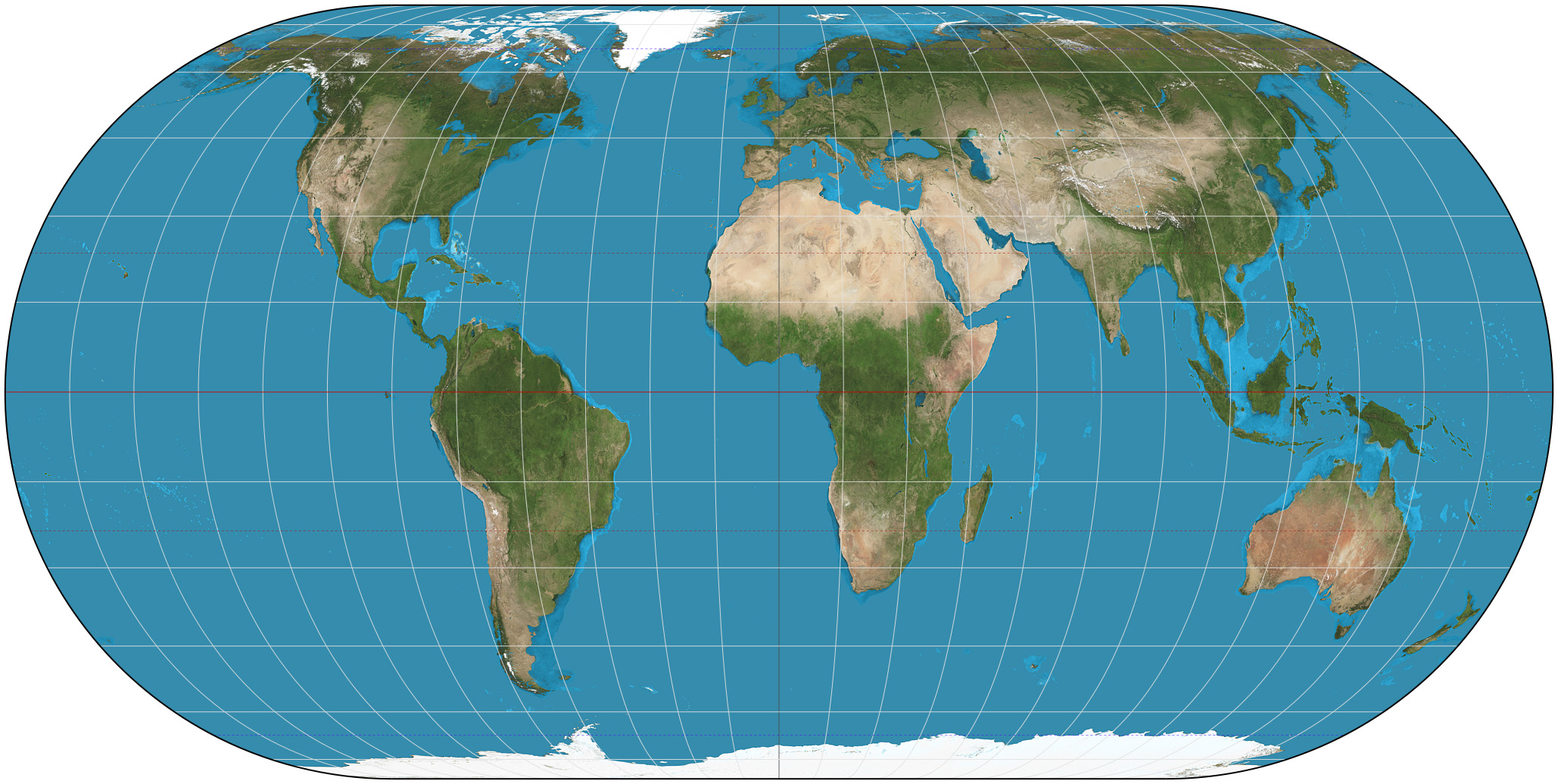
Von allen Kontinenten hat Europa das höchste und Afrika das niedrigste Verhältnis von Küstenlänge zur Fläche.

Die Küstenlänge wird zusammen mit anderen Daten wie der Fläche und der geographischen Länge und Breite manchmal zur geographischen Beschreibung eines Landes oder einer Region angegeben. Dabei kann sowohl die absolute Länge der Küste interessieren als auch das Verhältnis zu anderen Größen wie beispielsweise zur Länge der Landgrenzen des jeweiligen Landes.
Alexander von Humboldt bestimmte das Verhältnis von Küstenlänge zur Fläche der Kontinente als ein Maß für die horizontale Gliederung der Landmassen. In einer größeren Berührung mit dem Meer sah er eine bessere Möglichkeit der Erschließung eines Landes für den Seehandel. Dieses Verhältnis ist für Europa wegen seiner starken Zergliederung besonders hoch und für das kompakte Afrika besonders niedrig.

### Küstenlänge Deutschlands
Es gibt unterschiedliche Angaben für die Küstenlänge Deutschlands, bei denen jedoch selten angegeben wird, auf welche genaue Küstenlinie sie sich beziehen und wie sie bestimmt wurden. Die norddeutschen Küstenländer schätzen die Länge der Festlandküste auf etwa 1200 km. Bei dieser Angabe fehlen jedoch die Küstenlängen der Inseln.
Im World Factbook der CIA wird die Küstenlänge mit 2389 km angegeben, ohne Angaben darüber, wie dieser Wert ermittelt wurde.
Die einzelnen deutschen Bundesländer geben in ihren statistischen Berichten teilweise mehrere oder gar keine Küstenlängen an. In Schleswig-Holstein wird zwischen der Küstenlänge an der Ostsee (328 km, einschließlich Fehmarn: 402 km) und an der Nordsee (202 km, einschließlich Inseln und Halligen: 468 km) unterschieden. Die Schlei, ein tief ins Landesinnere reichender Wasserarm, wird dabei nicht berücksichtigt. In Mecklenburg-Vorpommern wird die Länge der Außenküste (377 km) sowie die Länge der Bodden- und Haffküste (1568 km) angegeben.

### Ausgewählte Küstenlängen
Die Gesamtlänge der weltweiten Küstenlinien wird im World Factbook mit 356.000 km angegeben. Dies umfasst die Küstenlinien aller Kontinente und der Inseln.
Manche Staaten haben im Verhältnis zu der Fläche ihres Staatsgebietes ausgesprochen kurze Küstenlinien. In folgender Tabelle sind einige Staaten mit besonders kurzen Küsten aufgeführt:
| Staat               | Staatsgebiet  | Küstenlänge | Küstenlänge pro km² Staatsfläche |
| ------------------- | ------------- | ----------- | -------------------------------- |
| Kongo               | 2.345.410 km² | 40 km,0     | 0,017 m                          |
| Jordanien           | 0.089.342 km² | 27 km,0     | 0,30 m0                          |
| Bosnien-Herzegowina | 0.051.129 km² | 24 km,0     | 0,47 m0                          |
| Togo                | 0.056.785 km² | 56 km,0     | 0,99 m0                          |
| Belgien             | 0.030.528 km² | 72,3 km     | 2,3 m00                          |
| Slowenien           | 0.020.273 km² | 46,6 km     | 2,3 m00                          |

Im Vergleich dazu kommen in Frankreich auf einen km² Staatsfläche rund 6,3 Meter, in Norwegen rund 65 Meter und im Zwergstaat Monaco sogar 2.081 Meter sowie beim Inselstaat der Malediven 2.161 Meter Küstenlänge. Das Verhältnis der Küstenlänge zur Staatsfläche eignet sich allerdings nur bedingt, um die Maritimität eines Staates zu beschreiben, da sich bei größeren Staaten die Fläche aus rein mathematischen Gründen stärker auswirkt. (Dies kann man sich leicht anhand einer fiktiven Insel in der Form eines Quadrats mit der Kantenlänge a vor Augen führen: Ihr Umfang beträgt 4 a; eine Verzehnfachung der Kantenlänge bewirkt somit auch eine Verzehnfachung des Gesamtumfangs bzw. der Küstenlinie. Die Fläche der Insel beträgt hingegen a²; eine Verzehnfachung der Kantenlänge bewirkt also eine Verhundertfachung der Fläche. Somit verringert sich das Verhältnis von Küstenlinie zu Fläche bei einer größeren Insel.) Außerdem spielen noch weitere Faktoren eine Rolle, wie die Beschaffenheit der Küste für natürliche Häfen.

## Messung von Küstenlängen
Die Messung der Länge von unregelmäßigen Linien wie Küsten beruht auf dem Prinzip, dass sie durch eine messbare Näherungskurve angeglichen werden. Eine mögliche Approximation zur Längenbestimmung besteht darin, mit einem Stechzirkel Punkte in einem bestimmten Abstand {\displaystyle G} auf der Küstenlinie zu bestimmen. Aus der Anzahl der so gefundenen Küstenabschnitte und einem Reststück kann eine Näherung {\displaystyle L(G)} für die Küstenlänge angegeben werden. Wenn {\displaystyle G} klein genug ist, ist diese Küstenlänge unabhängig davon, von welchem Endpunkt der Küstenlinie die Messung begonnen wird.

Zunehmend feinere Messungen der Küstenlänge Großbritanniens mit unterschiedlich langen, geraden Messabschnitten
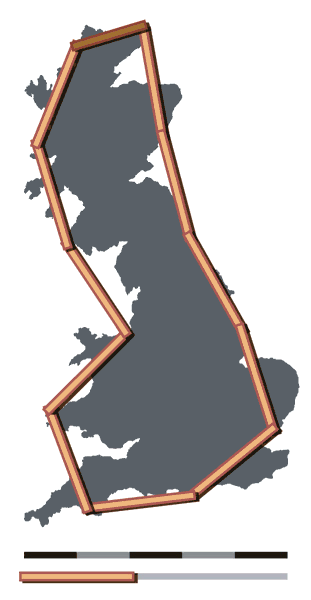
Gerade Messabschnitte von 200 km Länge. Gesamtlänge ungefähr 2350 km.
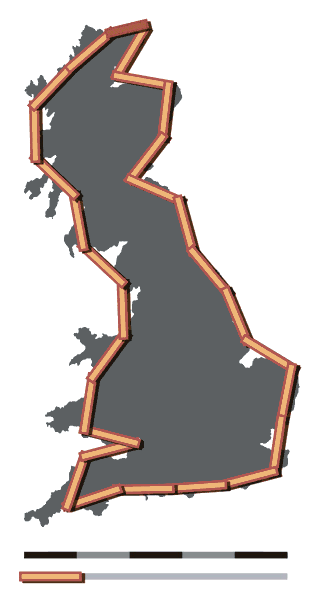
Gerade Messabschnitte von 100 km Länge. Gesamtlänge ungefähr 2775 km.
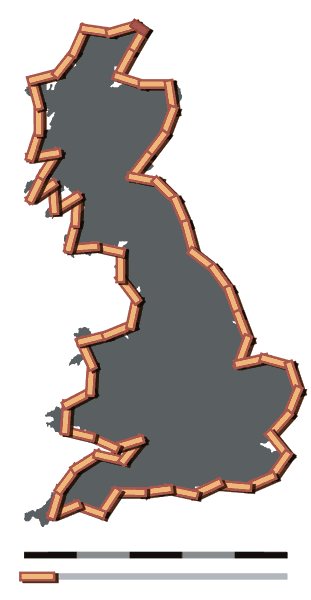
Gerade Messabschnitte von 50 km Länge. Gesamtlänge ungefähr 3425 km.

Da in den benutzten Karten abhängig vom Maßstab nicht jedes Detail der Küste dargestellt werden kann und die Küstenlinie bei der Messung durch eine Näherungskurve approximiert wird, hängt das Ergebnis von dem Kartenmaßstab und dem Punktabstand {\displaystyle G} ab. Die geschätzte Küstenlänge {\displaystyle L(G)} konvergiert anders als bei glatten, mathematischen Kurven wegen der sehr unregelmäßige Küstenform mit kleiner werdendem {\displaystyle G} nicht gegen einen Grenzwert, sondern wird bei feineren Messungen innerhalb der Grenzen des Vergleichs beliebig groß.
Diese Eigenschaft hat Lewis Fry Richardson festgestellt, als er untersuchen wollte, wie die Länge der Grenze zweier Staaten mit der Wahrscheinlichkeit, dass diese Staaten miteinander Krieg führen, in Zusammenhang steht. Dabei fiel ihm auf, dass die Angaben zur Grenzlänge in verschiedenen Quellen erheblich voneinander abwichen. Bei empirischen Untersuchungen fand er zwischen dem Punktabstand {\displaystyle G} und der damit ermittelten Küstenlänge {\displaystyle L(G)} den Zusammenhang {\displaystyle L(G)=F\,G^{1-D}} mit dem positiven Faktor {\displaystyle F} und der Konstanten {\displaystyle D}, deren Wert mindestens 1 ist und die charakteristisch für eine Grenze oder Küste ist. Bei einer geraden Linie ist {\displaystyle D=1}, so dass die gemessene Länge unabhängig von {\displaystyle G} ist. Je unregelmäßiger die Küste ist, desto größer ist {\displaystyle D}. Für die sehr unregelmäßige Westküste Englands fand Richardson den Wert {\displaystyle D=1{,}25}, d. h. bei einer Halbierung von {\displaystyle G} wird {\displaystyle L(G)} etwa um den Faktor {\displaystyle 1{,}19} größer.

### Vergleich mit Fraktalen
Benoît Mandelbrot beschäftigte sich in den 1960ern mit Selbstähnlichkeit und fraktalen Kurven. Solchen Kurven wird auch eine nicht ganzzahlige Dimension wie die Hausdorff-Dimension zugeordnet. In einem Aufsatz Lewis Fry Richardsons über Messung von Küstenlängen entdeckte Mandelbrot Ähnlichkeiten zu selbstähnlichen Kurven. Eine weitere Erwähnung dieser Tatsache fand Mandelbrot bei Jean-Baptiste Perrin.
Daher veröffentlichte er 1967 in der Zeitschrift Science den Artikel How Long Is the Coast of Britain? (deutsch: Wie lang ist die Küste Britanniens?), in dem er Küstenlinien mit selbstähnlichen fraktalen Kurven verglich. Er zeigte, dass die von Richardson empirisch gefundene Konstante {\displaystyle D} bei der Bestimmung von Küstenlängen mit der Dimension selbstähnlicher Kurven vergleichbar ist, und beschrieb damit eine Anwendungsmöglichkeit von Fraktalen. Da für Küstenlinien nicht die strenge Selbstähnlichkeit konstruierter Kurven wie beispielsweise der kochschen Schneeflocke gilt, nannte Mandelbrot diese geographische Kurve eine statistisch selbstähnliche oder zufällige selbstähnliche Figur.
In dem 1967 veröffentlichten Artikel benutzt Mandelbrot den Begriff Fraktal noch nicht, er spricht lediglich von fractional dimensions (gebrochenen Dimensionen).
Einen Zusammenhang zwischen der angewendeten Genauigkeit bei der Messung von Längen sehr unregelmäßiger Kurven und der ermittelten Länge hatte Hugo Steinhaus bereits 1954 für die Länge des Westufers der Weichsel hergestellt. Diese Überlegungen wurden jedoch weniger beachtet.

### Grenzen des Vergleichs
Mandelbrot benutzte das Problem der Bestimmung von Küstenlängen nur als Ausgangspunkt, um eine Anwendungsmöglichkeit für Fraktale zu zeigen. Viele Nichtwissenschaftler sahen in dem Artikel jedoch einen Beweis, dass die Küstenlänge beliebig groß wird, wenn sie genau genug bestimmt wird.
Die von Richardson gefundene empirische Formel gilt für den von ihm untersuchten Bereich. In diesem Maßstabsbereich verhalten sich Küstenlinien wie Fraktale. Die Formel kann jedoch nicht ohne weitere Überprüfung auf beliebig kleine Punktabstände und feine Messungen extrapoliert werden. Eine Anwendung der Formel auf beliebig hohe Genauigkeit hat schon deshalb in der realen Welt keinen Sinn, da die Definition der Küstenlinie wegen des veränderlichen Wasserstandes nicht beliebig genau bestimmbar ist.
In der Natur gilt die Selbstähnlichkeit von Strukturen nur für eine begrenzte Anzahl von Stufen und nicht bis in unendlich kleine Strukturen: Das gilt neben theoretischen Überlegungen auch rein fachlich: Spätestens im Bereich einzelner kleinerer Felsen und Steine kann nicht mehr von einem Begriff „Küste“ bzw. „Ufer“ bei deren Wasserlinie gesprochen werden, und es verliert sich insgesamt das geographische Interesse an solchen Objekten (geographisch relevante Skalen). Deshalb kann aus Richardsons empirischer Formel auch nicht geschlossen werden, dass Küstenlinien in Bezug auf einen definierten Normalwasserstand unendlich lang sind.
Dazu tritt das Problem von Erosion und Umlagerung von Sänden, die in Summe bedeutende Anteile an der Uferlänge ausmacht, sodass Genauigkeit auch zunehmend zeitabhängig wird. Ab einer gewissen allzu großen Messgenauigkeit wäre der Wert schneller veraltet, als er erfasst werden könnte. Auch das beschränkt die fachliche Sinnhaftigkeit des Fraktal-Modells.